# Campionat del món d'escacs de 1987
El Campionat del món d'escacs de 1987 es va disputar entre Anatoli Kàrpov i Garri Kaspàrov a Sevilla entre el 12 d'octubre i el 19 de desembre de 1987, i acabà en empat a 12, de manera que en Kaspàrov va retenir el títol.
Fou el quart campionat mundial consecutiu (després del Campionat del món de 1984, el Campionat del món de 1985, i el Campionat del món de 1986) disputat entre Kàrpov i Kaspàrov.

## Fase de classificació
Durant el 1985 es van jugar tres Interzonals, tots amb la fórmula round robin: un a Biel/Bienne, a Suïssa (18 jugadors, guanyat per Rafael Vaganian), un segon a Taxco, a Mèxic (16 jugadors, guanyat per Jan Timman), i un tercer a Tunísia (17 jugadors després de la retirada de Slim Bouaziz, guanyat per Artur Iussúpov). Cadascun d'aquests torneigs va classificar quatre jugadors:
- Biel/Bienne:      Rafael Vaganian, Yasser Seirawan, Andrei Sokolov, Nigel Short;
- Taxco:  Jan Timman, Jesus Nogueiras, Mikhaïl Tal, Kevin Spraggett;
- Tunísia:   Artur Iussúpov, Aleksandr Beliavski, Lajos Portisch, Aleksandr Txernín.

Posterioriorment es disputà, a Montpeller, un torneig de setze jugadors, també sota la fórmula del round robin, al qual hi van participar els dotze jugadors classificats des dels interzonales, més Víktor Kortxnoi Vassili Smislov i Zoltán Ribli (que eren els tres finalistes de l'últim cicle de Candidats) i Borís Spasski (triat per la Federació Francesa, organitzadora del torneig). Els quatre primers en aquest torneig es classificaven per als matxs eliminatoris, i el vencedor de les eliminatòries s'enfrontaria a la final contra Anatoli Kàrpov per tal de determinar l'aspirant a disputar el títol contra en Kaspàrov, ja que així s'havia establert a les condicions del Campionat del món de 1986.
| #  | Jugador             | 1 | 2 | 3 | 4 | 5 | 6 | 7 | 8 | 9 | 10 | 11 | 12 | 13 | 14 | 15 | 16 | Total |
| -- | ------------------- | - | - | - | - | - | - | - | - | - | -- | -- | -- | -- | -- | -- | -- | ----- |
| 1  | Artur Iussúpov      | - | 0 | 1 | ½ | ½ | 1 | ½ | ½ | ½ | ½  | ½  | ½  | ½  | 1  | 1  | ½  | 9     |
| 2  | Rafael Vaganian     | 1 | - | ½ | 0 | ½ | 0 | ½ | ½ | ½ | ½  | ½  | 1  | 1  | ½  | 1  | 1  | 9     |
| 3  | Andrei Sokolov      | 0 | ½ | - | ½ | ½ | 0 | ½ | 1 | ½ | ½  | ½  | 1  | 1  | 1  | ½  | 1  | 9     |
| 4  | Jan Timman[1]       | ½ | 1 | ½ | - | ½ | 1 | ½ | ½ | ½ | 1  | 1  | 0  | ½  | ½  | ½  | 0  | 8,5   |
| 5  | Mikhaïl Tal         | ½ | ½ | ½ | ½ | - | ½ | ½ | ½ | 1 | 0  | ½  | ½  | 1  | 1  | ½  | ½  | 8,5   |
| 6  | Borís Spasski       | 0 | 1 | 1 | 0 | ½ | - | ½ | ½ | ½ | 1  | ½  | ½  | ½  | ½  | 1  | 0  | 8     |
| 7  | Aleksandr Beliavski | ½ | ½ | ½ | ½ | ½ | ½ | - | 0 | ½ | ½  | 1  | ½  | ½  | ½  | ½  | 1  | 8     |
| 8  | Vassili Smislov     | ½ | ½ | 0 | ½ | ½ | ½ | 1 | - | ½ | ½  | ½  | ½  | ½  | ½  | 0  | 1  | 7,5   |
| 9  | Aleksandr Txernín   | ½ | ½ | ½ | ½ | 0 | ½ | ½ | ½ | - | ½  | ½  | ½  | ½  | ½  | ½  | 1  | 7,5   |
| 10 | Yasser Seirawan     | ½ | ½ | ½ | 0 | 1 | 0 | ½ | ½ | ½ | -  | 1  | ½  | 0  | ½  | ½  | ½  | 7     |
| 11 | Nigel Short         | ½ | ½ | ½ | 0 | ½ | ½ | 0 | ½ | ½ | 0  | -  | 1  | ½  | 1  | ½  | ½  | 7     |
| 12 | Lajos Portisch      | ½ | 0 | 0 | 1 | ½ | ½ | ½ | ½ | ½ | ½  | 0  | -  | 1  | 0  | ½  | 1  | 7     |
| 13 | Víktor Kortxnoi     | ½ | 0 | 0 | ½ | 0 | ½ | ½ | ½ | ½ | 1  | ½  | 0  | -  | ½  | 1  | ½  | 6,5   |
| 14 | Zoltan Ribli        | 0 | ½ | 0 | ½ | 0 | ½ | ½ | ½ | ½ | ½  | 0  | 1  | ½  | -  | 1  | ½  | 6,5   |
| 15 | Jesús Nogueiras     | 0 | 0 | ½ | ½ | ½ | 0 | ½ | 1 | ½ | ½  | ½  | ½  | 0  | 0  | -  | 1  | 6     |
| 16 | Kevin Spraggett     | ½ | 0 | 0 | 1 | ½ | 1 | 0 | 0 | 0 | ½  | ½  | 0  | ½  | ½  | 0  | -  | 5     |
|  | Semifinals      | Semifinals     |    |  | Final          | Final |  |
|  |                 |                |    |  |                |       |  |
|  |                 |                |    |  |                |       |  |
|  | Rafael Vaganian | 2              |    |  |                |       |  |
|  | Andrei Sokolov  | 6              |    |  |                |       |  |
|  |                 |                |    |  |                |       |  |
|  |                 |                |    |  |                |       |  |
|  |                 |                |    |  | Andrei Sokolov | 7½    |  |
|  |                 | Artur Iussúpov | 3½ |  |                |       |  |
|  |                 |                |    |  |                |       |  |
|  |                 |                |    |  |                |       |  |
|  |                 |                |    |  |                |       |  |
|  |                 |                |    |  |                |       |  |
|  | Artur Iussúpov  | 6              |    |  |                |       |  |
|  | Jan Timman      | 3              |    |  |                |       |  |

La final de candidats la va guanyar en Kàrpov per 7½ a 3½.

## Matx final
El matx final es va jugar a Sevilla, al millor de 24 partides, arbitrat per Geurt Gijssen. En cas d'empat 12-12, en Kaspàrov retindria el seu títol.
Abans de disputar-se la 24a i darrera partida, en Kaspàrov perdia per 12-11, però a la partida 24, en Kaspàrov va ressorgir usant l'obertura anglesa per guanyar la partida, empatar el matx, i retenir el títol.
|                                 | 1 | 2 | 3 | 4 | 5 | 6 | 7 | 8 | 9 | 10 | 11 | 12 | 13 | 14 | 15 | 16 | 17 | 18 | 19 | 20 | 21 | 22 | 23 | 24 | Punts |
| ------------------------------- | - | - | - | - | - | - | - | - | - | -- | -- | -- | -- | -- | -- | -- | -- | -- | -- | -- | -- | -- | -- | -- | ----- |
| Garri Kaspàrov (Unió Soviètica) | ½ | 0 | ½ | 1 | 0 | ½ | ½ | 1 | ½ | ½  | 1  | ½  | ½  | ½  | ½  | 0  | ½  | ½  | ½  | ½  | ½  | ½  | 0  | 1  | 12    |
| Anatoli Kàrpov (Unió Soviètica) | ½ | 1 | ½ | 0 | 1 | ½ | ½ | 0 | ½ | ½  | 0  | ½  | ½  | ½  | ½  | 1  | ½  | ½  | ½  | ½  | ½  | ½  | 1  | 0  | 12    |